# Maurice Allinne
Maurice Allinne, né le 19 septembre 1868 aux Andelys et mort le 15 septembre 1942 à Rouen, est un peintre aquafortiste et archéologue français.

## Biographie
Il est le fils de Charles, marchand de fer, et de Rose Marion.
Il se marie le 8 juillet 1926 à Rouen avec Juliette Delarue.
Peintre aquafortiste et archéologue, il est conservateur du Musée des Antiquités et des Monuments Historiques de la Seine-Inférieure. Membre de l'Académie des sciences, belles-lettres et arts de Rouen de 1924 à 1942, il en devient président en 1927. Président des Amis des Monuments Rouennais en 1933-1934, il est également secrétaire général de la Société libre d'émulation du commerce et de l'industrie de la Seine-Inférieure de 1911 à 1939.
En 1926, la Société française d'archéologie lui décerne le prix Émile-Travers lors du Congrès archéologique de France.
Il demeure no 44 bis rue Saint-Nicolas à Rouen.

## Distinctions
- Officier d'académie (1932)[3]

## Ouvrages
- La cathédrale de Rouen avant l'incendie de 1200 : La tour Saint-Romain, Rouen, Imprimerie de Lecerf fils, 1904.
- Musée des antiquités de la Seine-Inférieure : Catalogue des faïences anciennes (Espagne, Italie, France, Asie-Mineure), Rouen, Lestringant, 1928.